# Szenti Ernő
Szenti Ernő (Hódmezővásárhely/Kopáncs, 1939. február 15. – Kisújszállás, 2012. június 24.) magyar költő, grafikusművész, pedagógus.

## Életpályája
Szülei: Szenti István (-1943) és Deák Jusztina volt. Általános iskoláit Felsőkopáncson és Alsókopáncson végezte el. 1957-1961 között a Szegedi Tanárképző Főiskola hallgatója volt. 1961-1999 között a kisújszállási Kossuth Lajos Általános Iskola és Móricz Zsigmond Gimnázium oktatója volt. 1967-1999 között magyar rajz szakfelügyelő volt. 1999-től a Magyar Írószövetség tagja volt.
Hatottak rá: Fecske Csaba, Vas István, Bertók László, Kukorelly Endre és Garaczi László irodalma.

## Magánélete
1965-ben házasságot kötött Vatai Erzsébettel. Két gyermekük született: Ágnes (1967) és Ervin (1968).

## Művei
- Léghajón a mélybe (versek, 1992)
- Mikor szó érint szót… (prózaversek, 1997)
- Édes önbosszantás (1998)
- Emlékköltöztetés (1999)
- Időmosás (2001)
- Kőben csöndbuborék (2003)
- A lemenő nap sütnivalója (2005)
- A körkérdés vége (2007)
- Nyikorgó árnyak (2009)
- Időtest (2012)

## Díjai
- Arany János Pedagógiai Díj (1999)
- Berek Barátja Emlékplakett (2006)
- Nagykunságért-díj (2009)[3]